# (99) Dicé
Pour les articles homonymes, voir Dicé (homonymie).
(99) Dicé, désignation internationale (99) Dike, est un astéroïde de la ceinture principale d'astéroïdes découvert par Alphonse Borrelly le 28 mai 1868 à Marseille.

## Description
(99) Dicé présente une orbite caractérisée par un demi-grand axe de 2,67 UA, une excentricité de 0,20 et une inclinaison de 13,8° par rapport à l'écliptique. Son diamètre a été estimé par l'IRAS à 69,04 km,.

## Étymologie
Cet astéroïde est nommé en référence à Dicé, déesse grecque de la justice.